# 大沢界雄
大沢 界雄（おおさわ かいゆう、1859年10月19日〈安政6年9月24日〉 - 1929年〈昭和4年〉10月15日）は、日本の陸軍軍人。最終階級は陸軍中将。

## 人物
本籍は愛知県。1881年（明治14年）、陸軍歩兵少尉任官。のち陸軍大学校に入学し近衛工兵中隊付となり、 1888年（明治21年）陸軍大学校を卒業する。1890年（明治23年）陸軍輜重兵大尉に昇進し参謀本部第1局員に補される。以後、鉄道線区司令官（陸軍輜重兵少佐）、陸軍大学校兵学教官（陸軍輜重兵中佐）、大本営運輸通信長官（陸軍輜重兵大佐）、参謀本部第三部長、由良要塞司令官（陸軍少将）等を歴任。この間、明治三十六年陸軍始観兵式諸兵参謀長や、天長節観兵式諸兵参謀長なども務めた。1912年（明治45年）、陸軍中将となるも、2年後の1914年（大正3年）に、予備役編入となった。墓所は多磨霊園。

## 官歴
- 1881年（明治14年）12月24日 - 任　陸軍歩兵少尉[1][2]
- 1885年（明治18年）5月16日 - 任　陸軍歩兵中尉
- 1888年（明治21年）
  - 6月27日 - 修学のため近衛工兵中隊付[4]
  - 11月28日 - 陸軍大学校卒業[1][2]
- 1890年（明治23年）
  - 11月10日 - 任　陸軍輜重兵大尉[5]
  - 12月15日 - 補　参謀本部第1局員[6]
- 1895年（明治28年）
  - 4月20日 - 任　陸軍輜重兵少佐[7]
  - 9月27日 - 補　鉄道線区司令官
- 1898年（明治31年）10月1日 - 任　陸軍輜重兵中佐[8]
- 1899年（明治32年）2月15日 - 補　陸軍大学校兵学教官[9]
- 1901年（明治34年）11月3日 - 任　陸軍輜重兵大佐[1][2]
- 1902年（明治35年）12月19日 - 明治三十六年陸軍始観兵式諸兵参謀長[10]
- 1903年（明治36年）1月24日 - 陸軍工兵会議臨時議員[11]
- 1904年（明治37年）2月10日 - 補　大本営運輸通信長官[1]
- 1905年（明治38年）1月20日 - 任　陸軍少将[1][2]
- 1906年（明治39年）11月13日 - 参謀本部付[1]
- 1908年（明治41年）
  - 1月22日 - 参謀本部第三部長事務取扱[1][12]
  - 12月21日 - 補　参謀本部第三部長[1]
- 1909年（明治42年）
  - 1月23日 - 兼補　陸軍大学校兵学教官[13]
  - 10月13日 - 天長節観兵式諸兵参謀長[14]
- 1911年（明治44年）12月27日 - 補　由良要塞司令官[1]
- 1912年（明治45年） 2月14日 - 任　陸軍中将[15]
- 1914年（大正3年）1月20日 - 予備役編入[1]

## 栄典・授章・授賞
位階
- 1885年（明治18年）7月25日 - 従七位[16]
- 1892年（明治25年）1月12日 - 正七位[17]
- 1895年（明治28年）11月15日 - 従六位[18]
- 1898年（明治31年）10月31日 - 正六位[19]
- 1902年（明治35年）2月20日 - 従五位[20]
- 1905年（明治38年）3月2日 - 正五位[21]
- 1910年（明治43年）3月30日 - 従四位[22]
- 1914年（大正3年）2月20日 - 正四位[23]

勲章・記章
- 1890年（明治23年）3月10日 - 大日本帝国憲法発布記念章[24]
- 1895年（明治28年）
  - 10月18日 - 勲六等単光旭日章[25]
  - 11月18日 - 明治二十七八年従軍記章[26]
- 1900年（明治33年）11月30日 - 勲五等瑞宝章[27]
- 1901年（明治34年）12月28日 - 勲四等瑞宝章[28]
- 1902年（明治35年）5月10日 - 明治三十三年従軍記章[29]
- 1905年（明治38年）11月30日 - 勲三等瑞宝章[30]
- 1906年（明治39年）4月1日 - 功三級金鵄勲章・勲二等旭日重光章・明治三十七八年従軍記章[31]